# Kalat (Verwaltungsbezirk)
Kalat (persisch شهرستان کلات) ist ein Schahrestan in der Provinz Razavi-Chorasan im Iran. Er enthält die Stadt Kalat, welche die Hauptstadt des Verwaltungsbezirks ist.

## Demografie
Bei der Volkszählung 2016 betrug die Einwohnerzahl des Schahrestan 36.237. Die Alphabetisierung lag bei 79 Prozent der Bevölkerung. Knapp 32 Prozent der Bevölkerung lebten in urbanen Regionen.
| Zensusjahr | Einwohnerzahl |
| ---------- | ------------- |
| 2011       | 38.232        |
| 2016       | 36.237        |